# Bolosauridae
Los bolosáuridos (Bolosauridae) son una familia extinta de pararreptiles anciromorfos que vivieron entre finales del período Carbonífero (Gzheliense) o inicios del Pérmico (Asseliense) hasta el inicio de la época del Guadalupiano (finales de la etapa del Roadiense) en América del Norte, China, Alemania, Rusia y Francia. Sus fósiles se han encontrado en Norteamérica, Rusia y Alemania. Los bolosaúridos son fuera de lo común en este período por haber sido bípedos, los más antiguos tetrápodos conocidos en serlo. Sus dientes sugieren que eran herbívoros. Los bolosaúridos son un grupo raro y se extinguieron sin dejar ningún descendiente conocido. El siguiente cladograma muestra la posición filogenética de Bolosauridae, de acuerdo con Johannes Müller, Jin-Ling Li y Robert R. Reisz, 2008.
|  | Bolosaurus grandis  |
|  |                     |
|  | Bolosaurus striatus |
|  |                     |

|  | Belebey chengi    |
|  |                   |
|  | Belebey maximi    |
|  |                   |
|  | Belebey vegrandis |
|  |                   |

|  | Bolosaurus grandis  |
|  |                     |
|  | Bolosaurus striatus |
|  |                     |

|  | Belebey chengi    |
|  |                   |
|  | Belebey maximi    |
|  |                   |
|  | Belebey vegrandis |
|  |                   |

|  | Bolosaurus grandis  |
|  |                     |
|  | Bolosaurus striatus |
|  |                     |

|  | Belebey chengi    |
|  |                   |
|  | Belebey maximi    |
|  |                   |
|  | Belebey vegrandis |
|  |                   |

|  | Bolosaurus grandis  |
|  |                     |
|  | Bolosaurus striatus |
|  |                     |

|  | Belebey chengi    |
|  |                   |
|  | Belebey maximi    |
|  |                   |
|  | Belebey vegrandis |
|  |                   |